# Barantola
Barantola é um gênero de traça pertencente à família Agonoxenidae.